# Le Retour de l'étalon noir
Pour les articles homonymes, voir L'Étalon noir (homonymie).
Série
L'Étalon noir
(1979) La Légende de l'étalon noir
(2003)
Pour plus de détails, voir Fiche technique et Distribution.
Le Retour de l'étalon noir (titre original : The Black Stallion Returns) est un film américain réalisé par Robert Dalva, sorti en 1983.

## Synopsis
Lorsqu'on lui vole Black, rien ne peut arrêter Alec dans sa quête pour le retrouver: ni un voyage clandestin dans un avion jusqu'à Casablanca, ni la traversée du terrible désert du Sahara...

## Fiche technique
- Titre : Le Retour de l'étalon noir
- Titre original : The Black Stallion Returns
- Réalisation : Robert Dalva
- Scénario : Jerome Kass et Richard Kletter d'après l'œuvre de Walter Farley
- Musique : Georges Delerue
- Photographie : Carlo Di Palma
- Son : Roman Coppola
- Montage : Paul Hirsch
- Producteurs : Doug Claybourne, Fred Roos, Tom Sternberg et Francis Ford Coppola
- Société de production : Zoetrope Studios, U.S.A.
- Genre : Film d'aventure
- Couleur : Couleur
- Format : Couleurs (Technicolor) - 1,85:1 - Dolby - 35 mm
- Durée : 103 minutes
- Date de sortie : 25 mars 1983 (États-Unis)

## Distribution
- Kelly Reno (en) : Alec Ramsay
- Vincent Spano : Raj
- Allen Garfield : Kurr
- Ferdy Mayne : Abu Ben Ishak
- Woody Strode : Meslar
- Jodi Thelen (en) : Tabari
- Teri Garr : La mère d'Alec
- Angelo Infanti : Le père de Raj
- Franco Citti : L'officier de légion
- Robert Behling : L'officier
- Hoyt Axton : La voix du narrateur
- Cass Ole (cheval qui avait déjà tourné dans le film précédent) et El Mokhtar (pour les scènes de courses et qui trouva la mort pendant le tournage) : Black

## Récompenses et distinctions

### Récompenses
- Nomination aux Young Artist Awards 1984, Kelly Reno fut nommé pour sa prestation d'Alec Ramsey.

## Filmographie de L'Étalon noir
- 1979 : L'Étalon noir (The Black Stallion) de Carroll Ballard avec en:Kelly Reno, Mickey Rooney
- 1983 : Le Retour de l'Étalon noir (The Black Stallion Returns) de Robert Dalva avec en:Kelly Reno, Vincent Spano
- 2003 : La Légende de l'Étalon noir (The Young Black Stallion) de Simon Wincer avec Richard Romanus, Biana Tamimi